# نقاشی ژاپنی

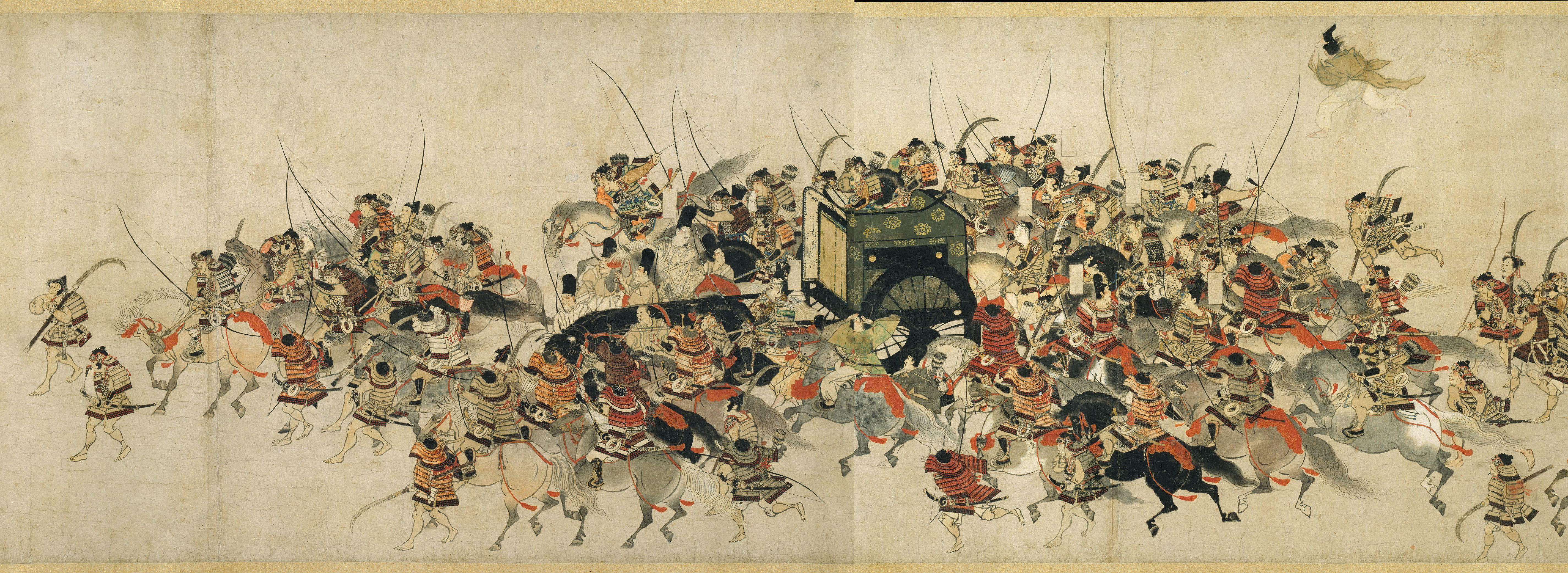
انتقال خانوادهٔ امپراتور به روکوهارا، نمونه‌ای از یک نقاشی طوماری ژاپنی، کشیده‌شده در سده ۱۳ میلادی.

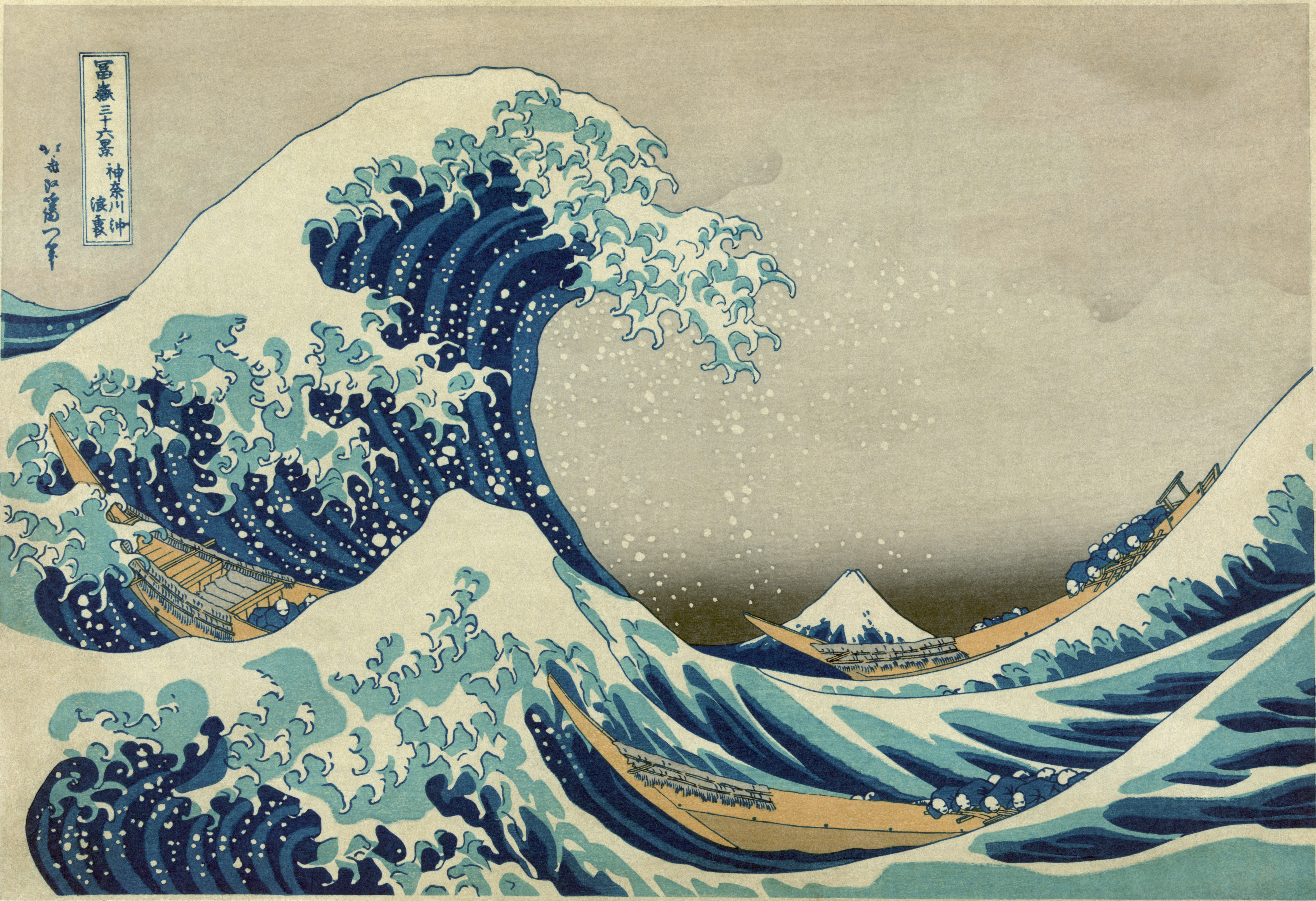
موج عظیم کاناگاوا اثر مشهور هوکوسائی، نخستین اوکی‌یوئه از مجموعهٔ سی و شش چشم‌انداز کوه فوجی است. این مجموعه بین سال‌های ۱۸۲۳ تا ۱۸۳۵ (دورهٔ ادو) خلق و منتشر شد.

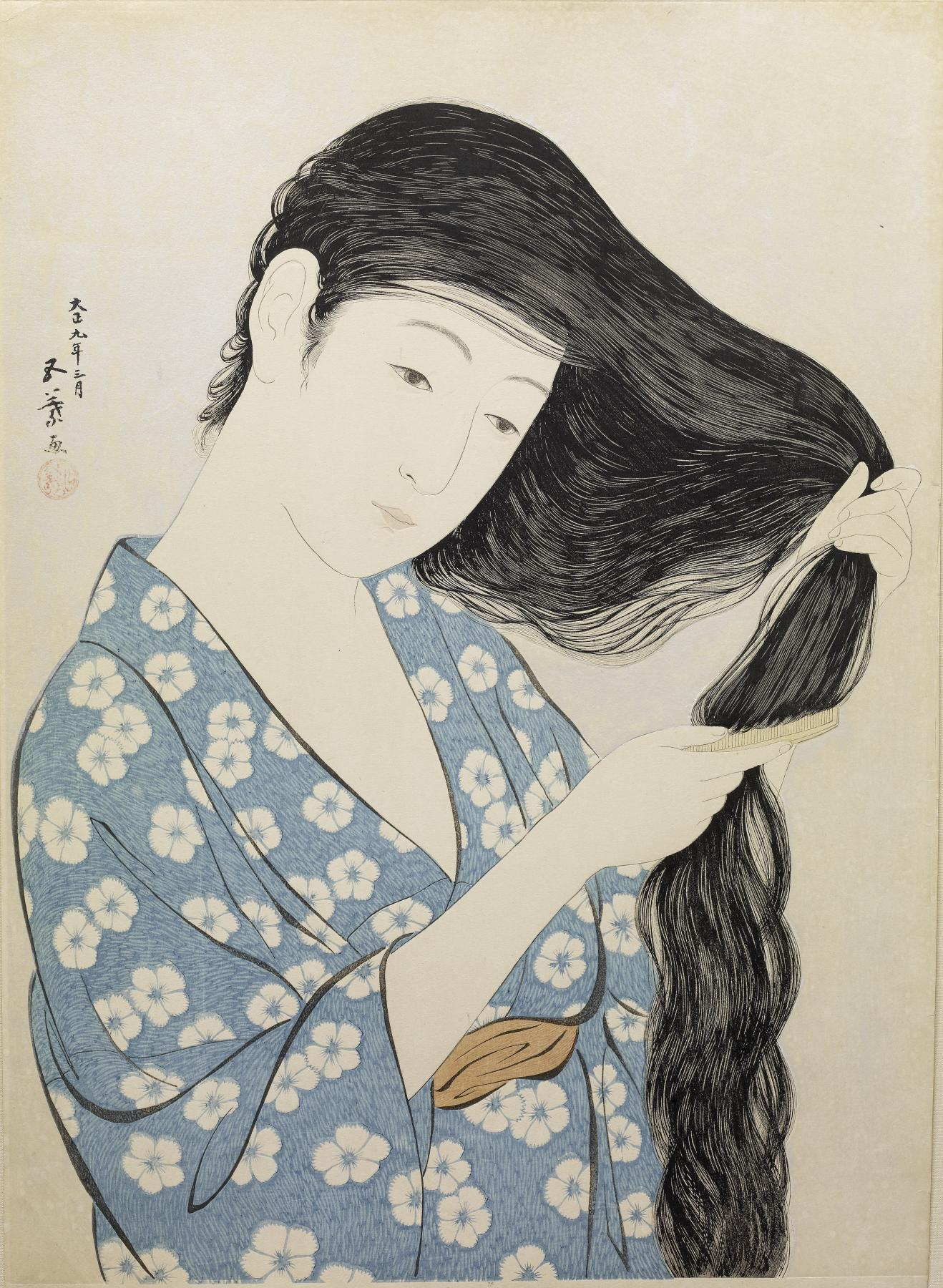
کامیسوکی، چاپ باسمه‌ای رنگی، متعلق به دوره تایشو، از کارهای معروف هاشیگوچی گویو، ۱۹۲۰ میلادی.

تابلوی ابریشمی تک لایه‌ای از مجموعهٔ چهار تایی. اثر نشان‌دادن کشت و تولید برنج، چای و ابریشم را به‌تصویر کشیده‌است. امضا شده توسط Sekka و با مهر قرمز (سلطنتی)، مربوط به دورهٔ مِیجی، از مجموعه هنر ژاپنی خلیلی.

نقاشی ژاپنی (به ژاپنی: 画道) یکی از قدیمی‌ترین انواع از هنر ژاپنی، شامل طیف گسترده‌ای از ژانرها و سبک‌های نقاشی است. زیبایی‌شناسی و طبیعت‌گرایی نقش محوری در نقاشی سنتی ژاپنی دارند. نقاشی ژاپنی تا پیش از سده ۱۶ از نقاشی چینی و سپس از هنر غربی تأثیر پذیرفته‌است. 
از مهم‌ترین سبک‌های نقاشی ژاپنی می‌توان به نقاشی‌های مذهبی بودایی، نقاشی با تغییر غلظت مرکب و خوشنویسی خط ژاپنی و از مهم‌ترین مکتب‌های هنر ژاپنی می‌توان به اوکی‌یوئه، کانو، توسا، کورین و توهاکُو اشاره کرد.

## تأثیرگذاری
برخی از مطرح‌ترین نقاشان غربی و شرقی ازجمله ونسان وَن گوگ، ادوار مانه، پل گوگن، ادگار دگا، جیمز مک‌نیل ویسلر، آلفرد استیونس، رابرت هنری، سهراب سپهری و پری‌یوش گنجی از مکتب‌های نقاشی ژاپنی در برخی از آثارشان تأثیر پذیرفته‌اند.